# 후르덴 선박 운하
후르덴 선박 운하(독일어: Schiffahrtskanal von Hurden)는 스위스 슈비츠주에 있는 500m 길이의 운하이다. 취리히 호수의 아래쪽 부분을 오버제라고 하는 위쪽 부분과 연결하여 호수의 운송 서비스가 제담의 얕은 곳을 통과하지 않고, 호수의 두 반쪽 사이와 낮은 다리 아래를 통과할 수 있도록 한다. 운하는 1943년에 개통되었으며, 후르덴 마을이 포함된 반도의 기슭을 관통하여 마을의 중심을 인공섬에 배치했다.
운하는 취리히 S-반의 S5 및 S40 노선과 쥐토스트반 포어알펜 익스프레스에서 사용되는 철도와 함께 도로와 철도를 모두 운반하는 스터넨브뤼케에 걸쳐 있다. 이 다리는 40톤 트럭이 제담을 건널 수 있도록, 2010년 3월과 11월 사이에 재건되었다.
운하의 항로는 한 번에 한 척의 배가 지나갈 수 있을 만큼 넓으며, 호수를 따라 올라가는 선박은 하류로 진행하는 선박에 양보해야 한다. 다른 선박 중에서 취리히시에서 오버제까지 운항하는 취리히제-해운회사의 외륜선과 모터 선박이 사용한다.
스터넨브뤼케의 서쪽으로 운하는 중요한 습지 풍경이 있는 프라우엔빈켈 자연보호 구역을 통과한다.

## 갤러리

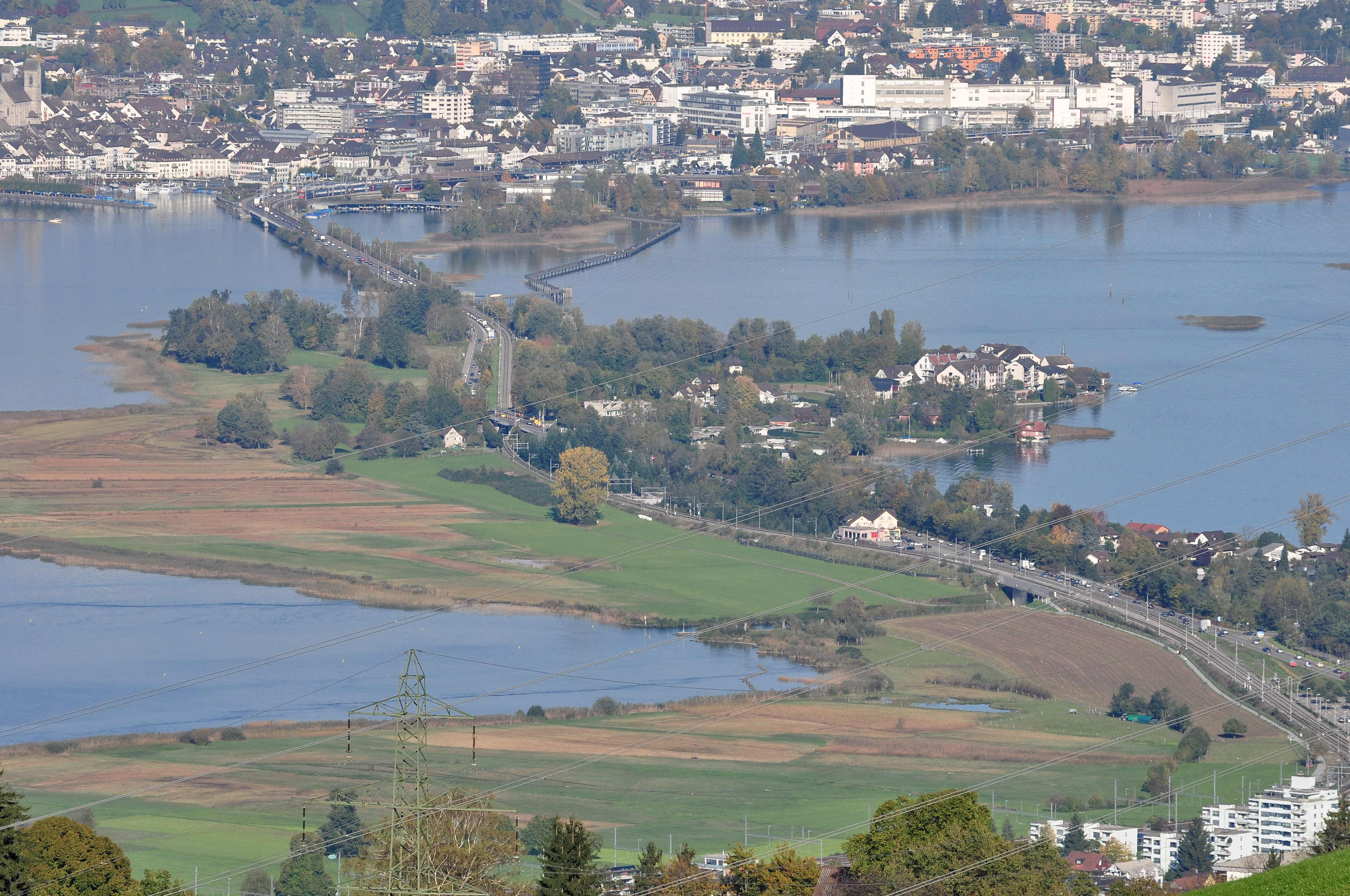
후르덴 반도와 운하가 가로지르고 제담은 배경에 있다.
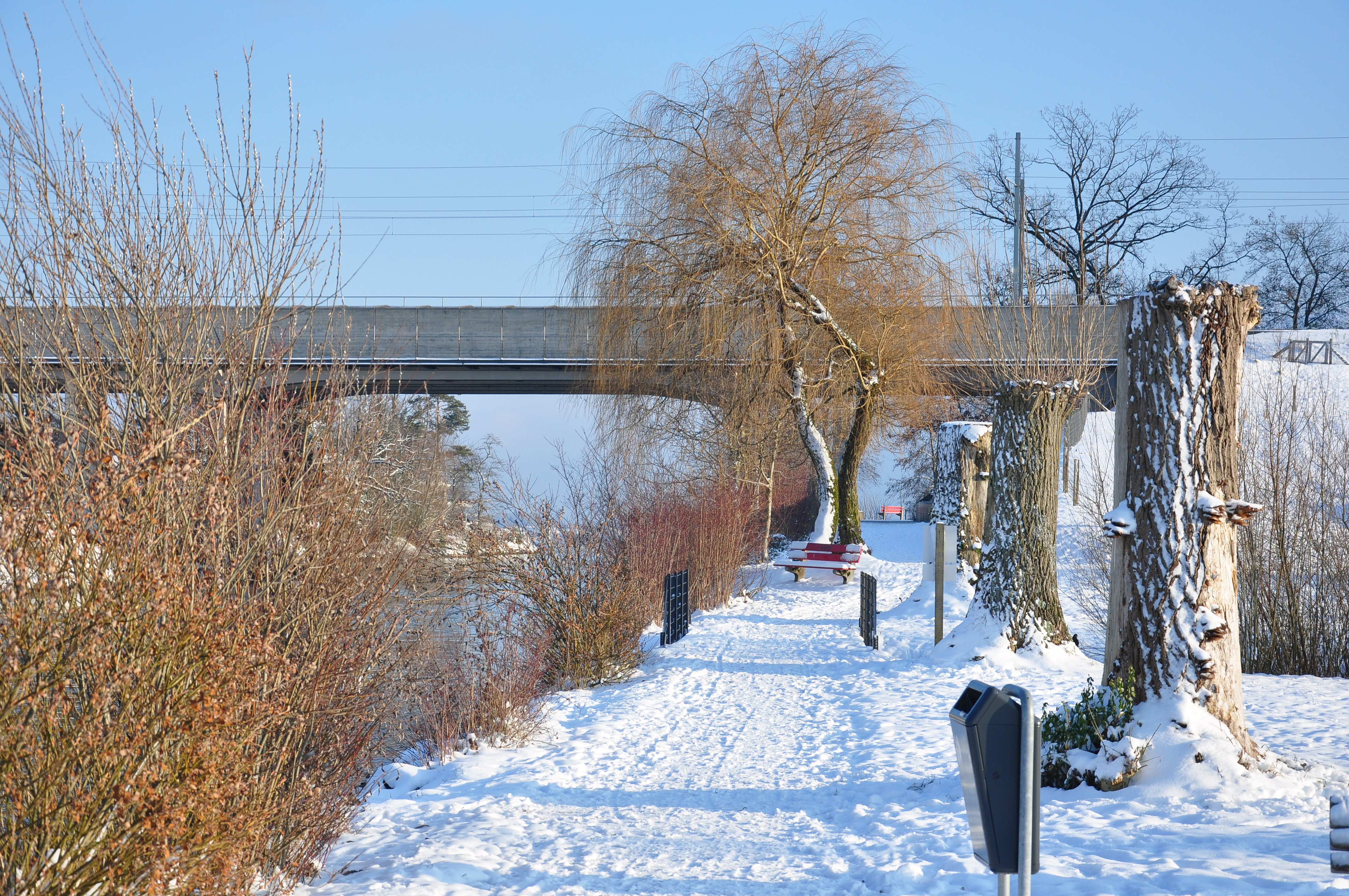
겨울의 운하와 슈터넨브뤼케
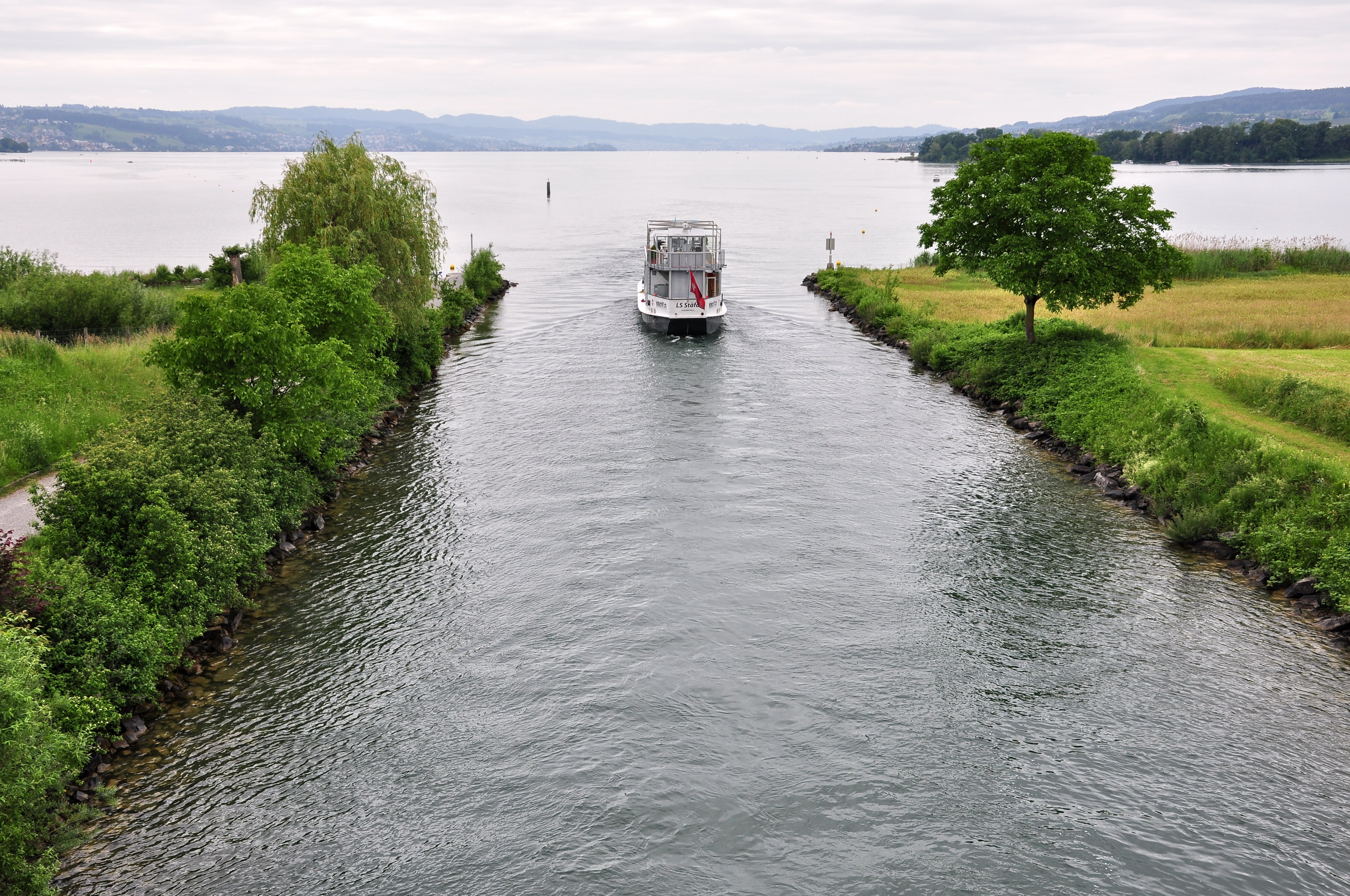
현지 식당 바지선인 LS 슈테파가 운하를 통과한다.